# 縱帶紋唇魚
縱帶紋唇魚（学名：Osteochilus vittatoides）是輻鰭魚綱鯉形目鯉科的其中一個種，分布於亞洲印尼婆羅洲東部，體長可達11.9公分，棲息在中底層水域。